# Операція «Тихий океан»
Операція «Тихий океан» (ісп. Operación Pacífico) — американський телесеріал 2020 року у жанрі драми, та створений компаніями Telemundo Global Studios, Fox Telecolombia. В головних ролях — Махіда Ісса, Марк Тачер, Хуліо Брачо, Крістіан Теппен, Лусіано Д'алессандро.
Перша серія вийшла в ефір 10 лютого 2020 року.
Серіал має 1 сезон. Завершився 44-м епізодом, який вийшов у ефір 17 квітня 2020 року.
Режисер серіалу — Дієго Мехія, Моніка Ботеро.
Сценарист серіалу — Альберто Гонсалес, Аура Марії Ніньо, Хуан Карлос Апарісіо, Арлет Кастільо, Гілма Пенья.

## Сюжет
Серіал розгортається навколо Амалії Ортеги, провідного та блискучого федерального агента відділу таємних розслідувань Національної поліції, яка має місію та особисту мету схопити Гуапо — один з останніх торговців наркотиками на північному кордоні Мексики.

## Сезони
| Сезон | Епізоди | Епізоди | Оригінальний показ | Оригінальний показ | Оригінальний показ |
| Сезон | Епізоди | Епізоди | Перший показ       | Останній показ     | Мережа             |
| ----- | ------- | ------- | ------------------ | ------------------ | ------------------ |
| 1     | 44      | 44      | 10 лютого 2020     | 17 квітня 2020     | Telemundo          |

## Аудиторія
| Сезон | Серії | Перший ефір    | Перший ефір        | Останній ефір  | Останній ефір      | Середня кількість глядачів (мільйони) |
| Сезон | Серії | Дата           | Глядачі (мільйони) | Дата           | Глядачі (мільйони) | Середня кількість глядачів (мільйони) |
| ----- | ----- | -------------- | ------------------ | -------------- | ------------------ | ------------------------------------- |
| 1     | 44    | 10 лютого 2020 | 0,91               | 17 квітня 2020 | 0,94               | 0,94                                  |

## Актори та ролі
| Актор                | Роль                             |
| -------------------- | -------------------------------- |
| Махіда Ісса          | Амалія Ортега                    |
| Марк Тачер           | Габріель Педраса                 |
| Хуліо Брачо          | Родольфо Еспіноза Ролдан «Гуапо» |
| Крістіан Теппен      | майор Ернесто Варгас             |
| Лусіано Д'алессандро | Хорхе Камачо                     |
| Клемен Новак         | агент Бредлі Джонс               |
| Ернесто Бенджумеа    | генерал Альваро Лопес            |
| Шані Надан           | Теньенте Паула Гайтан            |
| Йоганна Фадул        | Маріана Ортега                   |
| Еммануель Орендай    | Герреро                          |
| Синтія Алеско        | Лупе                             |
| Рональд Торрес       | агент Рохас                      |
| Хуан Карлос Круз     | агент Діас                       |
| Маурісіо Санчес      | агент Аріас                      |
| Херонімо Барон       | Матіас Камачо                    |
| Хосе Кастаньо        | Лоренцо Камачо                   |
| Хорхе Енріке Абельо  | сеньйор М                        |
| Антоніо де ла Вега   | Рауль Апарісіо                   |
| Хорхе Сарате         | Ель Доктор                       |

## Нагороди та номінації
| Рік  | Нагорода      | Категорія        | Кандидат      | Результат |
| ---- | ------------- | ---------------- | ------------- | --------- |
| 2020 | Premios PRODU | Найкращий серіал | Сільвія Дюран | Перемога  |